# Futsal-Afrikameisterschaft 2000
Die Endrunde der zweiten Futsal-Afrikameisterschaft 2000 wurde vom 16. bis 21. April 2000 erneut in der ägyptischen Hauptstadt Kairo ausgetragen. Der Turniersieger und Afrikameister wurde wie 1996 der Gastgeber, der sich für die in Guatemala stattfindende Futsal-Weltmeisterschaft 2000 qualifizierte.

## Abschlusstabelle
| Pl. | Verein    | Sp. | S | U | N | Tore    | Diff. | Punkte |
| --- | --------- | --- | - | - | - | ------- | ----- | ------ |
| 1.  | Ägypten   | 3   | 3 | 0 | 0 | 030:500 | +25   | 09     |
| 2.  | Marokko   | 3   | 1 | 1 | 1 | 024:120 | +12   | 04     |
| 3.  | Libyen    | 3   | 1 | 1 | 1 | 015:190 | −4    | 04     |
| 4.  | Südafrika | 3   | 0 | 0 | 3 | 005:380 | −33   | 0      |

## Spiele
| Datum     |           | Ergebnis |           |
| --------- | --------- | -------- | --------- |
| 16. April | Ägypten   | 3:2      | Marokko   |
| 16. April | Südafrika | 2:6      | Libyen    |
| 18. April | Ägypten   | 9:1      | Libyen    |
| 18. April | Marokko   | 14:1     | Südafrika |
| 21. April | Marokko   | 8:8      | Libyen    |
| 21. April | Ägypten   | 18:2     | Südafrika |